# Stephen Oyoung
Stephen Oyoung (1985) es un actor estadounidense. Es más conocido por interpretar a Martin Li / Señor Negativo en el videojuego de 2018 Spider-Man y su secuela de 2023, y Jason Todd/Capucha Roja en el videojuego de 2022 Gotham Knights.

## Biografía
Oyoung se interesó por la actuación a los siete años y empezó a participar en obras escolares. Su padre le enseñó wushu, y se volvió experto en él. Antes de actuar en cine y televisión, Stephen fue especialista y coordinador de combates.
Trabajó en películas como Misión imposible: Sentencia final, Twisters, Olympus Has Fallen y Sicario. Entrenó a los actores Keanu Reeves, Denzel Washington y Adam Driver para las películas 47 Ronin, El Justiciero y Star Wars: El Despertar de la Fuerza, respectivamente. Apareció en televisión en importantes series como Insecure de HBO, NCIS: Criminología Naval, For All Mankind de Apple TV, CSI: Las Vegas y El legado de Jupiter de Netflix. En los videojuegos, interpretó a un Maestro Jedi en Star Wars: The Old Republic, y ganó más reconocimiento como Martin Li / Señor Negativo en el videojuego de 2018 Spider-Man, un papel que repitió en la secuela de 2023, Spider-Man 2.

## Filmografía

### Series de televisión
| Año  | Título                         | Personaje                  | Notas                                             |
| ---- | ------------------------------ | -------------------------- | ------------------------------------------------- |
| 2016 | The Last Ship                  | Lau Hu                     | 6 episodios                                       |
| 2016 | NCIS                           | Capt. Andrew Hubbard       | episodio "Homefront"                              |
| 2016 | Rush Hour                      | Oficial Quantou LAPD       | episodio "Pilot"                                  |
| 2016 | Hit the Floor                  | Guardia de Prisión         | episodio "Possession"                             |
| 2016 | Scandal                        | Agente Miller              | episodio "The Fish Rots from the Head"            |
| 2015 | Castle                         | Guardia                    | episodio "The Wrong Stuff"                        |
| 2014 | Crisis                         | Agente Chino               | episodio "You Do Not Know War"                    |
| 2014 | CSI: Crime Scene Investigation | Oficial Matsuda            | episodio "The Fallen"                             |
| 2014 | Intelligence                   | Pistolero Bravo            | episodio "Athens"                                 |
| 2013 | Aim High                       | Buwono                     | episodio # 2.1                                    |
| 2013 | Mortal Kombat: Legacy          | Gánster Tatuado            | episodio "Liu Kang and Kung Lao Reunite in Macau" |
| 2012 | CSI: NY                        | Guardia de Seguridad       | episodio "Near Death"                             |
| 2010 | Undercovers                    | Soldado de Corea del Norte | episodio "Not Without My Daughter"                |
| 2010 | Chuck                          | Agente Ring                | episodio "Chuck Versus the Tic Tac"               |

### Películas
| Año  | Título                       | Personaje            | Notas |
| ---- | ---------------------------- | -------------------- | --- |
| 2024 | Twisters                     | Mike                 | junto a Daisy Edgar-Jones, Glen Powell, Anthony Ramos, Brandon Perea, Harry Hadden-Paton y Sasha Lane     |
| 2019 | Terminator: Dark Fate        | Tech Curtis          | junto a Arnold Schwarzenegger, Linda Hamilton, Mackenzie Davis, Natalia Reyes y Gabriel Luna              |
| 2016 | Independence Day: Resurgence | Joven                | junto a Liam Hemsworth, Jeff Goldblum, Bill Pullman, Maika Monroe, Sela Ward y William Fichtner           |
| 2015 | Sicario                      | Conductor Delta      | junto a Emily Blunt, Benicio del Toro, Josh Brolin, Jon Bernthal, Victor Garber y Maximiliano Hernández   |
| 2013 | 47 Ronin                     | Luchador Bokken      | junto a Keanu Reeves, Hiroyuki Sanada, Ko Shibasaki, Tadanobu Asano, Min Tanaka y Jin Akanishi            |
| 2012 | Red Dawn                     | Paracaidista         | junto a Chris Hemsworth, Josh Peck, Josh Hutcherson, Adrianne Palicki, Isabel Lucas y Jeffrey Dean Morgan |
| 2010 | The Last Airbender           | Maestro Earthbender  | junto a Noah Ringer, Nicola Peltz, Jackson Rathbone, Dev Patel, Shaun Toub y Aasif Mandvi                 |
| 2010 | Legion                       | Guardia de Warehouse | junto a Paul Bettany, Tyrese Gibson, Charles S. Dutton, Dennis Quaid, Adrianne Palicki y Lucas Black      |

### Videojuegos
| Año  | Título                      | Personaje              | Notas                           |
| ---- | --------------------------- | ---------------------- | ------------------------------- |
| 2018 | Spider-Man                  | Martin Li/Mr. Negative | prestó su voz para el personaje |
| 2011 | Star Wars: The Old Republic | Jedi Zabrak            | prestó su voz para el personaje |
| 2014 | The Elder Scrolls Online    | Nord                   | prestó su voz para el personaje |

### Acrobacias
| Año  | Título                               | Notas                                                         |
| ---- | ------------------------------------ | ------------------------------------------------------------- |
| 2016 | Deadpool                             | acrobacias                                                    |
| 2016 | Rogue One: una historia de Star Wars | acrobacias                                                    |
| 2016 | Medicine Men                         | coordinador de acrobacias                                     |
| 2016 | Battle for Skyark                    | coreógrafo de peleas                                          |
| 2015 | Bob Thunder: Internet Assassin       | acrobacias                                                    |
| 2015 | Splinter Cell Guards                 | corto - acrobacias                                            |
| 2015 | Straight Outta Compton               | acrobacias                                                    |
| 2015 | Siacario                             | acrobacias                                                    |
| 2014 | The Equalizer                        | co-coreógrafo de peleas                                       |
| 2014 | The Elder Scrolls Online             | intérprete de acrobacias                                      |
| 2013 | 47 Ronin                             | o-coreógrafo de lucha y doble                                 |
| 2013 | Sons of Anarchy                      | 2 episodios                                                   |
| 2013 | Batman: Arkham Origins               | acrobacias: captura de movimiento                             |
| 2013 | The Hangover Part III                | acrobacias                                                    |
| 2013 | Olympus Has Fallen                   | intérprete de acrobacias                                      |
| 2012 | Red Dawn                             | intérprete de acrobacias                                      |
| 2012 | Safe                                 | doble                                                         |
| 2012 | Wake                                 | corto - coordinador de peleas                                 |
| 2011 | Star Wars: The Old Republic          | acrobacias: captura de movimiento                             |
| 2011 | Batman: Arkham City                  | acrobacias: captura de movimiento                             |
| 2011 | Thor                                 | acrobacias                                                    |
| 2010 | Palm County                          | acrobacias                                                    |
| 2010 | Glee                                 | 2 episodios - intérprete de acrobacias y doble                |
| 2010 | Star Wars: The Force Unleashed II    | acrobacias: captura de movimiento                             |
| 2010 | Undercovers                          | episodio "Not Without My Daughter" - intérprete de acrobacias |
| 2010 | The Last Airbender                   | intérprete de acrobacias y 'doble                             |
| 2009 | Formosa Betrayed                     | acrobacias                                                    |
| 2008 | Fists of Righteous Harmony           | acrobacias                                                    |
| 2006 | Final Fu                             | acrobacias                                                    |